# Universidad de Oriente (El Salvador)
La Universidad de Oriente, a menudo llamada UNIVO, a secas, es una institución educativa de nivel superior en San Miguel, fundada en 1981.  Entre otras carreras, ofrece estudios en comunicaciones; desde 2016, en medicina; y, desde 2018, en programación de computadoras.  La universidad cuenta con un Centro de Investigaciones para la Democracia (CIDEM), y aloja ocasionalmente eventos gubernamentales.
No debe confundirse con la antigua Universidad de Oriente, institución pública migueleña fundada por el presidente zacapaneco Santiago González Portillo en 1874, y disuelta en por el presidente alejeño Rafael Zaldívar en 1885.

## Ataque cibernético
Desde la UNIVO se llevó a cabo un ataque de denegación de servicio a la Revista Factum en octubre de 2019.  Un técnico y encargado de la seguridad informática de la universidad confesó haber descargado el programa Netsparker, que fue empleado en el ataque.  El técnico fué inicialmente suspendido y eventualmente despedido.

## UNIVO News
La universidad publica un periódico digital titulado UNIVO News desde 2017.  Un periodista de dicha publicación alegó haber sido plagiado por La Prensa Gráfica.